# Saint-Julien-la-Vêtre
Saint-Julien-la-Vêtre foi uma comuna francesa na região administrativa de Auvérnia-Ródano-Alpes, no departamento de Loire. Estendia-se por uma área de 12,9 km². Em 2010 a comuna tinha 552 habitantes (densidade: 42,8 hab./km²).
Em 1 de janeiro de 2019, passou a formar parte da nova comuna de Vêtre-sur-Anzon.